# Куренёвская улица
Куренёвская у́лица (укр. Курені́вська ву́лиця) — улица в Оболонском районе г. Киева. Пролегает от Кирилловской улицы и проспекта Степана Бандеры до улицы Богатырской.
Не имеет сквозного проезда. Разделена железной дорогой и состоит из трёх не соединённых между собой отрезков: от Кирилловской улицы до Куренёвского переулка, тупик от Добрынинской улицы и от тупика до улицы Богатырской. Часть Куренёвской улицы между улицами Вербовой и Ермака имеет ещё одно название — Кабельная.
К Куреневской улице прилегают улица Семена Скляренко, Куренёвский переулок, Вербовая улица, улицы Ермака и железная дорога в сторону Вышгорода. Между Куренёвским переулком и Вербовой улицей есть разрыв в пролегании Куреневской улицы.

## История
Возникла в XIX веке, изначально называлась Троицкая, в 1955—1961 годах — Донбасская. Современное название получила в 1961 году, от местности Куренёвка, через которую пролегает.